# 香港の境界

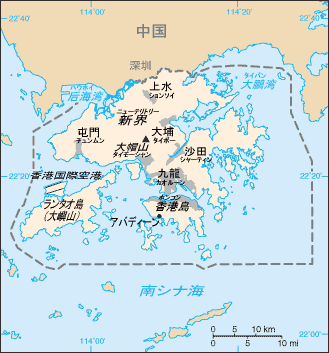
1997年以降の香港の境界

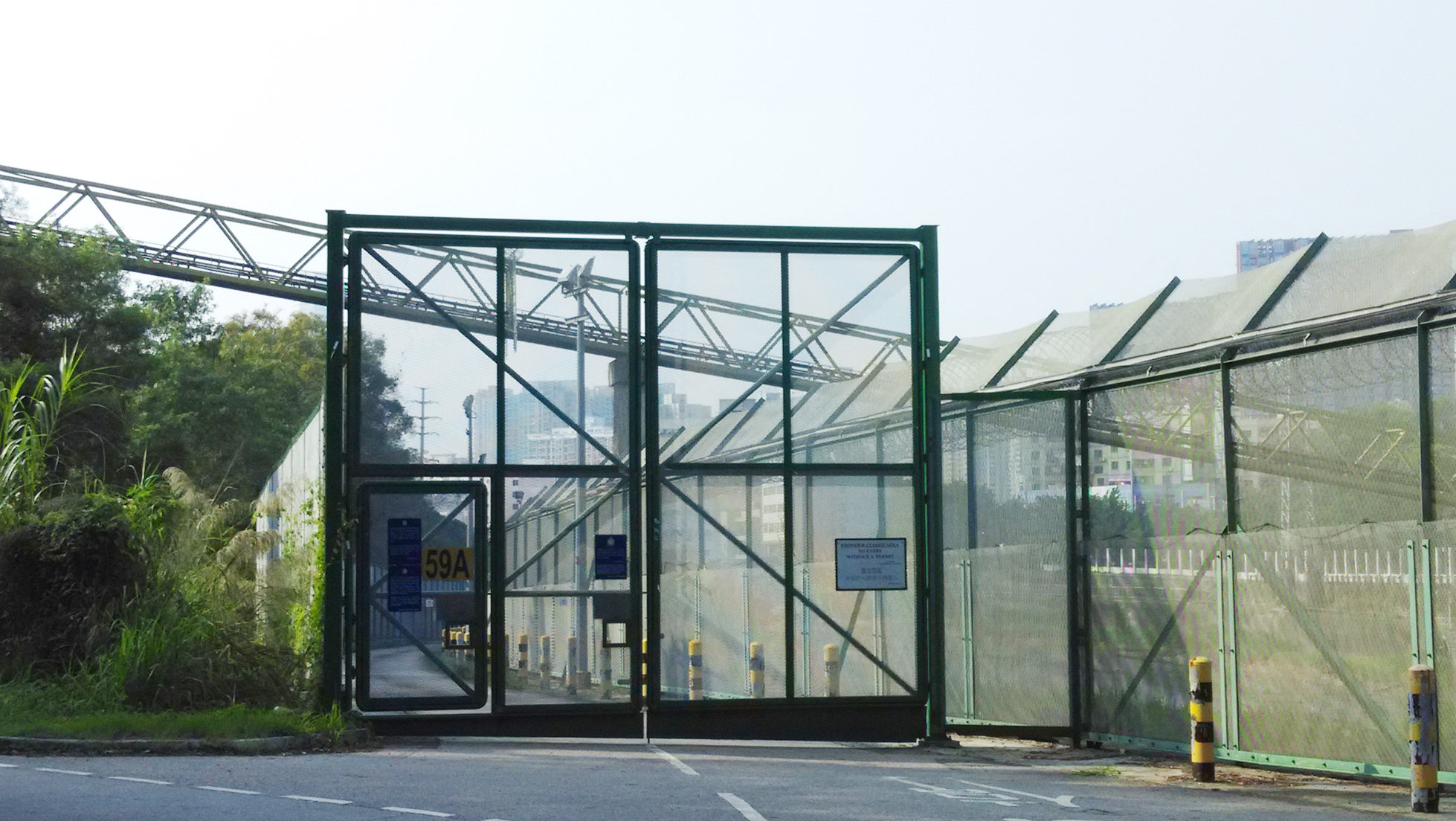
道路上に設置された境界のフェンス

香港の境界（ほんこんのきょうかい）は、香港（香港特別行政区）の範囲を定める境界である。正式名称は行政区域界線（Boundary of the Administrative Division）という。香港がイギリス領だった時代は中国とイギリスの国境であったが、中国への香港返還後も、一国二制度の原則の下で中国本土とは別の出入国管理が実施されている行政境界線となっている。

## 歴史
アヘン戦争の後に締結された1842年の南京条約により、香港島が清からイギリスに割譲されたが、正式な海上国境線は提示されなかった。1860年の北京条約により、九龍半島のうち界限線より南の香港島に面する部分がイギリスに割譲され、1898年の展拓香港界址専条（香港領土拡張条約）により、新界と呼ばれる、界限線から深圳河までの九龍半島や周辺の島嶼が99年間の期限でイギリスに租借された。これにより、深圳河の南側の岸がイギリス（イギリス領香港）と清の国境となった。
1941年から1945年までの間は香港は日本に占領されていたが、香港と接する中国南部の一部も日本に占領されていたため、香港の境界は重要視されなかった。1945年の日本の敗戦後、香港の全てのイギリス政府機関が香港に戻り、深圳河の国境も元に戻された。
1940年代後半から、中国内陸部の不安定さにより、中国本土からの大量の難民（逃港者）が香港に入境するようになった。1949年4月、イギリスの香港当局は、それまで自由に行き来できた中国との国境を閉鎖することを決定した。1952年までに中国当局も同様の決定を行い、国境を通過するには許可が必要となった。この際、陸上の境界に隣接して、香港辺境禁区(Frontier Closed Area, FCA)と呼ばれる立入禁止の緩衝地帯が設けられた。
1984年、イギリス政府と中国政府は英中共同声明を発表し、新界の租借期限となる1997年7月1日に、南京条約と北京条約でイギリスに割譲された香港島と界限街以南の九龍半島についても中国に返還することが決定した。深圳河を通る香港の陸上の境界はほぼそのまま維持されたが、香港基本法により、深圳河の境界線は川の中央に移され、海上の境界線は拡張する形で修正された。

### 過去の地図

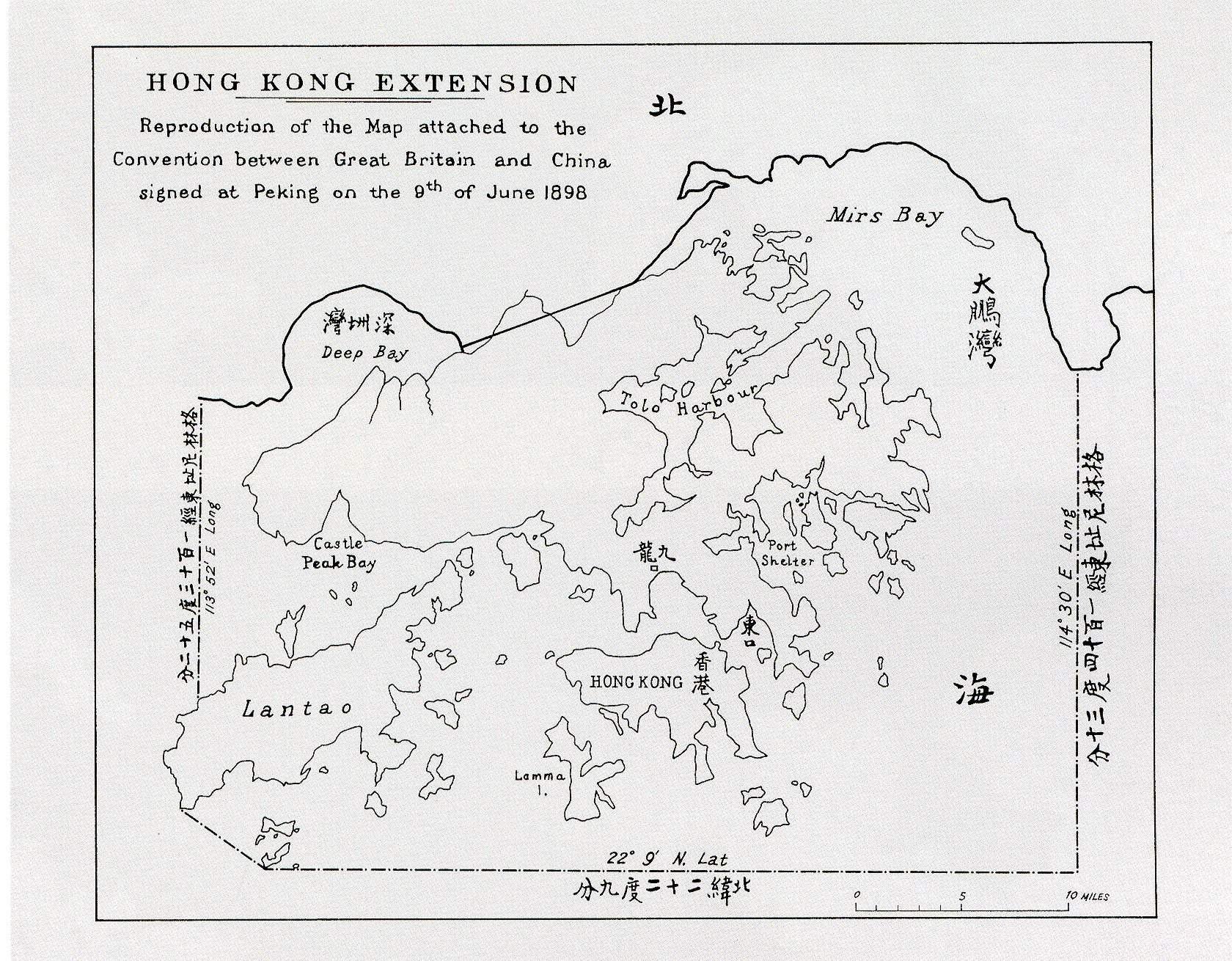
清と新界の境界を示す地図
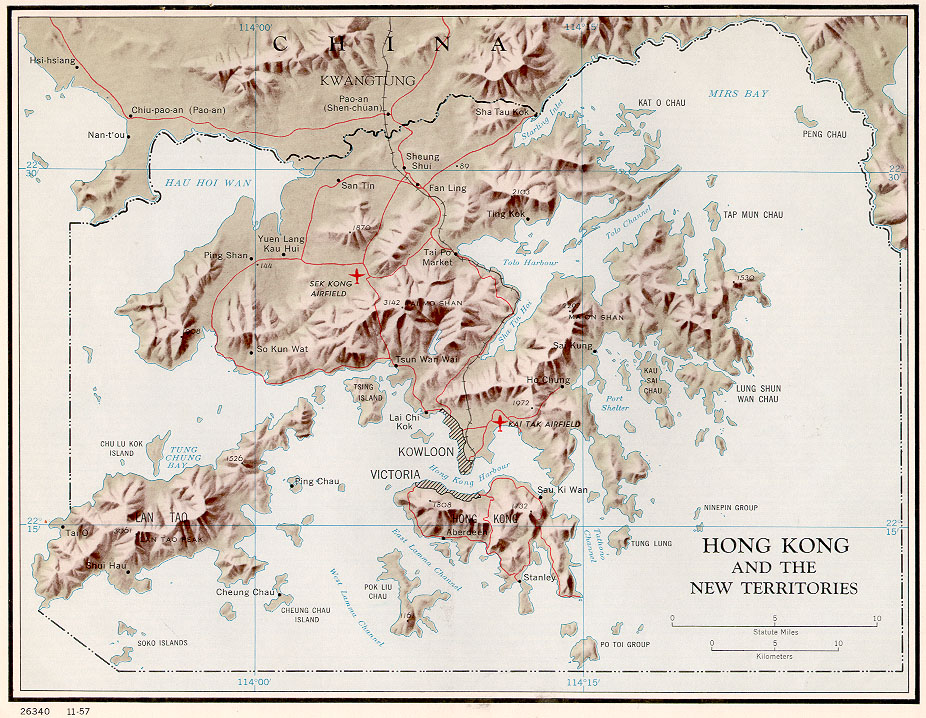
1997年までの植民地時代の香港の地図

## 入境審査場
2021年現在、出入国管理局に相当する入境事務所は15か所の入境審査場を設置している。そのうち8か所は陸上境界にあり、境界のフェンス上か、その前後にある。海路での入境審査は4つのフェリーターミナルで行われる。また、香港国際空港と2つの鉄道駅にも入境審査場がある。